# Cessna A-37 Dragonfly
Cessna A-37 Dragonfly (poznat i kao Super Tweet) je američki laki jurišnik razvijen na temelju školskog zrakoplova T-37 Tweet.

## Tehničke karakteristike (A-37B)
Izvori podataka: 
Osnovne karakteristike
- posada: 2
- dužina: 8,62 m
- raspon krila: 10,93 m (s tip tankovima)
- površina krila: 17,09 m2
- visina: 2,70 m

Letne karakteristike
- najveća brzina: 816 km/h
- ekonomska brzina: 787 km/h
- najveća visina leta: 12.730 m
- motor: 2 x General Electric J85-GE-17A